# (7110) Johnpearse
(7110) Johnpearse est un astéroïde de la ceinture principale.

## Description
(7110) Johnpearse est un astéroïde de la ceinture principale. Il fut découvert le 7 décembre 1983 à Bickley par l'observatoire de Perth. Il présente une orbite caractérisée par un demi-grand axe de 2,80 UA, une excentricité de 0,21 et une inclinaison de 7,7° par rapport à l'écliptique.

## Compléments